# 100 Hekate
100 Hekate (in italiano 100 Ecate) è un piccolo asteroide della Fascia principale. La sua orbita è assimilabile a quella della famiglia di asteroidi Igea; tuttavia, il suo albedo pari a 0,192 è troppo elevato per un tipico asteroide di classe C, perciò si tratta probabilmente di un intruso e non di un vero membro fisico della famiglia.
Hekate fu scoperto l'11 luglio 1868 da James Craig Watson al Detroit Observatory dell'università del Michigan (USA) ad Ann Arbor. Il 18 luglio fu individuato in modo indipendente da Charles Wolf a Parigi, il quale annunciò per primo la scoperta. Venne battezzato così in onore di Ecate, la dea della stregoneria nella mitologia greca.
Un'occultazione stellare di Hekate è stata osservata il 14 luglio 2003 dalla Nuova Zelanda.